# Katsina
Katsina és una ciutat i antiga ciutat estat haussa a Nigèria, actualment capital de l'estat de Katsina.
És a 257 km a l'est de Sokoto i a 135 km al nord de Kano. És capital d'una LGA (de 142 km² o 55 milles quadrades), la població de la qual al cens de 2006 era de 318.459 habitants, però el 2007 havia augmentat fins al 459.022 habitants. És centre d'una regió agrícola que produeix fruita seca, cotó, mill i moresc i té algunes premses per a produir oli de cacauet; també produeix acer i modernament és un dels principals centres per a noves tecnologies, especialment serveis d'Internet. La majoria de la població és fulani i haussa d'ètnia i musulmana de religió. El monument més característic de Katsina és una mesquita del segle xviii amb el minaret Gobarau de 15 metres d'alçada, fet amb fang i branques de palmera.

## Història
L'antiga Katsina s'hauria fundat vers el 1100. Lleó l'Africà assenyala dues ciutats més amb aquest nom (vers 1513): Casena, que situa en una regió pobra, i Katsina-Laka, al nord-oest de Zaria.
Abans de l'Islam el governant era un semideu i fou anomenat Sarki; en cas de governar de manera incompetent podia ser condemnat a mort. L'alim al-Maghili (mort 1504) hi va ensenyar l'Alcorà i el fikh Muhammad al-Tazakhti (conegut com a Aida-Ahmad, mort el 1529) i Makhluf al-Bilbali al-Marrakushi (mort el 1533) hi van predicar.
El darrer rei Durbawa fou Sanau, cap del clan Azna abans del 1500; el va substituir Korau cap del clan Korau de Yamdoto, que se suposa vinculat al comerç àrab i a l'expansió de l'Islam i dels comerciants anomenats wangara (els comerciants i intel·lectuals àrans eren anomenats wangara). La nissaga de Korau, anomenada potser de manera incorrecta dels wangara, musulmans, va substituir la dels durbawa, pagans i especialment sota Muhamma da-Korau (mort vers 1541-1542), tercer successor de Korau, va portar a un nou sistema de successió en què la línia paterna va substituir la materna. Sota aquesta dinastia es van construir les muralles de Birnim-Katsina (1586), que llavors tenia més de 100 barris, i destacava pel tabac i el cuir; la muralla tenia llavors 12 km i va arribar a més de 21 km el 1853; la població al final del segle xvi era de 300.000 habitants.
Als segles XVII i XVIII va arribar al cim del seu poder, amb un alt grau de civilització adquirida dels àrabs. L'educació i les maneres dels ciutadans de Katsina eren més refinades que les de les altres ciutats hausses. En aquests temps Katsina fou el principal centre comercial haussa i va originar alguns dels savis principals de l'Islam al sud del Sàhara. Katsina fou la més gran de les set ciutats estat hausses.
El 1807 fou sotmesa pels fulanis d'Osman Dan Fodio de Sokoto; els dirigents de Katsina es van refugiar en una nova ciutat, Katsina-Maradi (avui a la república del Níger). A l'antiga Katsina es va establir un emirat sota dependència de Sokoto, però tot seguit va entrar en decadència. A partir del 1906, ja sota domini britànic, es va introduir la cultura de les oleaginoses i del cotó. El 1921 es va fundar el Katsina Training College per intentar recuperar la seva importància cultural, on van estudiar gran personalitats nigerianes com sir Ahmadu Bello i sir Abubakar Tafawa Balewa.
Vegeu també Emirat de Katsina.

## Personatges
- Umaru Yar'Adua, president de Nigèria.